# イ・ジョンミン (アイスホッケー)
イ・ジョンミン（1998年12月7日 - ）は、カナダと韓国のプロアイスホッケー選手。ポジションはフォワード。アジアリーグアイスホッケーのHLアニャンに所属。

## 経歴
カナダ連邦ブリティッシュコロンビア州コキットラム生まれ。
景福高等学校から延世大学へ進学。
2018-2019シーズンからアジアリーグアイスホッケーのデミョン・キラーホエールズでプレー。
2022-2023シーズンからはHLアニャンでプレー。
2023-2024シーズンはチームが2シーズン連続となる8度目の優勝を果たし、イも優勝を経験することになった。
オフに兵役のため退団した。